# 1852 au Canada
Pour un article plus général, voir Chronologie du Canada.
Cet article traite des événements qui se sont produits durant l'année 1852 au Canada.

## Événements

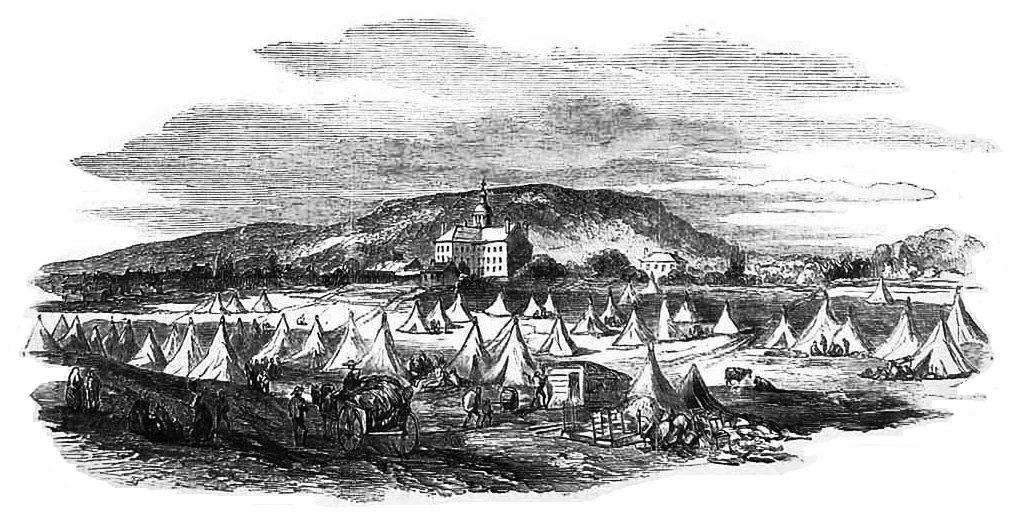
Campement pour héberger les victimes du grand feu de Montréal près du Mont Royal

- Le Canada-Uni et la Nouvelle-Écosse se dotent d’un ministère responsable devant l’Assemblée.

- 7 juin, 8 et 9 juillet : grand incendie de Montréal.
- 19 août : première session du Quatrième parlement de la province du Canada.
- 10 novembre : constitution du Grand Trunk Railway.

- 8 décembre : l’Université Laval est dotée d’une charte royale ; le 6 mars 1853, le pape Pie IX autorise l’archevêque de Québec à conférer les degrés en théologie.
- Fondation de la Bourse de Toronto.

- Recensement : 2 436 297 habitants au Canada.

### Exploration de l'Arctique
- Juillet : le commandant Edward Inglefield reconnait et nomme l'Île Ellesmere qui est l'île la plus nordique du Canada.

## Naissances
- 1er janvier - Joseph-Elzéar Bernier (navigateur et explorateur)  † 26 décembre 1934)
- 3 juillet - Henry Thomas Duffy (homme politique) († 3 juillet 1903)
- 15 septembre - James Cochrane (ancien maire de Montréal) († 28 mai 1905)
- 10 novembre - Jean-Baptiste Blanchet (avocat et homme politique) († 31 août 1904)
- 21 novembre - Paul Tourigny (homme politique) († 31 janvier 1926)

## Décès
- 28 novembre : Ludger Duvernay, imprimeur bas-canadien (° 22 janvier 1799).